# Esquirol (metropolitana di Tolosa)
Esquirol è una stazione della metropolitana di Tolosa, inaugurata il 26 giugno 1993. È dotata di una banchina a sei porte e perciò può accogliere treni composti da due vetture. 
Trovandosi in prossimità della stazione Carmes della Linea B, è stata presa in considerazione l'idea di costruire un corridoio che le colleghi.

## Architettura
La stazioneè stata concepita dall'ufficio tolosano Séquences Architectes.
L'opera d'arte che si trova nella stazione si compone di un pilastro conico in metallo, lungo la parete che è composta dalle lettere ME. L'opera è stata realizzata da François Bouillon.

## Servizi
La stazione dispone di:
- Biglietteria automatica
- Scale mobili